# Ondrašová
Ondrašová este o comună slovacă, aflată în districtul Turčianske Teplice din regiunea Žilina. Localitatea se află la altitudinea de 464 m deasupra n.m., se întinde pe o suprafață de 6,98 km2 și în 2017 număra 80 de locuitori. Se învecinează cu comuna Moškovec.

## Istoric
Localitatea Ondrašová este atestată documentar din 1252.

## Demografie
| An:                | 1994 | 2004    | 2014    | 2024    |
| ------------------ | ---- | ------- | ------- | ------- |
| Număr de persoane: | 61   | 53      | 79      | 90      |
| Diferență:         |      | −13,11% | +49,05% | +13,92% |

| An:                | 2023 | 2024   |
| ------------------ | ---- | ------ |
| Număr de persoane: | 91   | 90     |
| Diferență:         |      | −1,09% |